# Renda familiar
Renda familiar é o somatório da renda individual de todos os moradores de um mesmo domicílio, compreendendo os rendimentos provenientes de diversas fontes, como salários, pensões, benefícios de previdência, entre outros. Este conceito é amplamente utilizado para medir o nível socioeconômico das famílias e determinar a elegibilidade para benefícios sociais e políticas públicas.

## Cálculo

### Renda Familiar Per Capita
A renda familiar per capita é obtida dividindo-se o total da renda familiar pelo número de moradores da residência. Este cálculo é fundamental para avaliar o padrão de vida de uma família e determinar a elegibilidade para programas sociais, como o Benefício de Prestação Continuada (BPC).